# Fever (canción de Starsailor)
«Fever» es el primer sencillo de la banda británica de rock alternativo Starsailor, extraído de su primer álbum Love Is Here. Para el momento en que fue lanzado "Fever", Love Is Here estaba en proceso de grabación.

## Lista de canciones
Sencillo en CD
1. "Fever" (demo version).
2. "Coming Down" (demo version).
3. "Love Is Here" (demo version).

## Posición en listas
| Lista (2001)                   | Posición |
| ------------------------------ | -------- |
| Reino Unido (UK Singles Chart) | 14       |